# Fußkuss

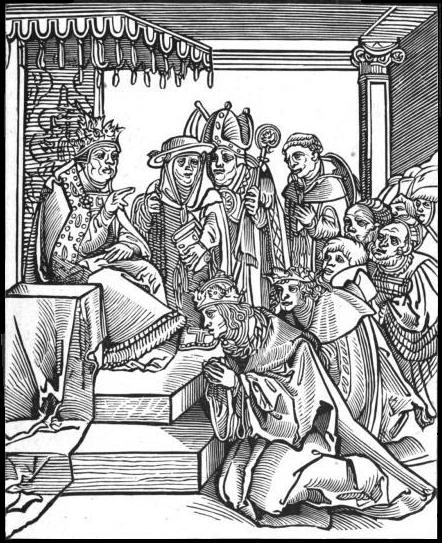
Der Papst lässt sich seine Füße von den weltlichen Herrschern küssen. Aus Lucas Cranach der Ältere, Passional Christi und Antichristi.

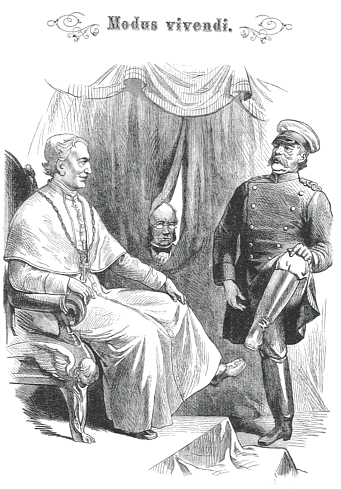
Karikatur zum Kulturkampf: Der Papst und der Reichskanzler fordern sich gegenseitig zum Fußkuss auf. Aus dem Kladderadatsch, 18. März 1878.

Der Fußkuss ist eine historische Geste der Unterwerfung. Er hatte im Mittelalter und bis in die Neuzeit hinein vor allem symbolisch-juristische Bedeutung, zum Beispiel als Akt der Unterwerfung des Lehensmannes gegenüber dem Kaiser in bestimmten Situationen oder auch von weltlichen Fürsten gegenüber dem Papst.
Im Mittelalter zählten Fußfall, Fußkuss und Friedenskuss zu den üblichen Ritualen, mit denen Machtverhältnisse ausgedrückt wurden. Sie konnten nuancenreich eingesetzt werden. Als Papst Hadrian IV. im Jahr 1155 das Lager des Königs Friedrich I. Barbarossa in Sutri aufsuchte, kniete Friedrich zur Begrüßung vor dem Papst nieder und küsste ihm die Füße, verweigerte ihm aber anschließend den Friedenskuss.
Seit dem Spätmittelalter bis ins 20. Jahrhundert gehörte der Kuss des päpstlichen Pontifikalschuhs, eines goldbestickten roten Samtpantoffels, bei Huldigungen, Obödienzakten und Audienzen zum päpstlichen Zeremoniell. Dieses ging auf Sitten zurück, die an den Höfen altorientalischer Potentaten üblich gewesen waren (Proskynese). Über die Goldene Horde kamen solche Unterwerfungsgesten auch an den Zarenhof des russischen Zarentums.
Heute ist der Fußkuss fast gänzlich verschwunden. Als ein russischer Beamter im Jahr 2010 Schüler bei einem Sportfest nötigte, seine Füße zu küssen, wurde dies als Skandal empfunden und er wurde entlassen.